# Kodály Zoltán népdalfeldolgozásai
1890–1952 között Kodály Zoltán 35 megye 235 helységében járt, és mintegy 5100 dallamot gyűjtött és jegyzett le. A vokális dallamok száma 4880, ebből 195 román, szlovák és cigány. A hangszeres dallamok száma 223, ebből 39 szlovák, román és „rutén−oláh”. A saját gyűjtésein kívül műveiben felhasználta mások lejegyzéseit is.

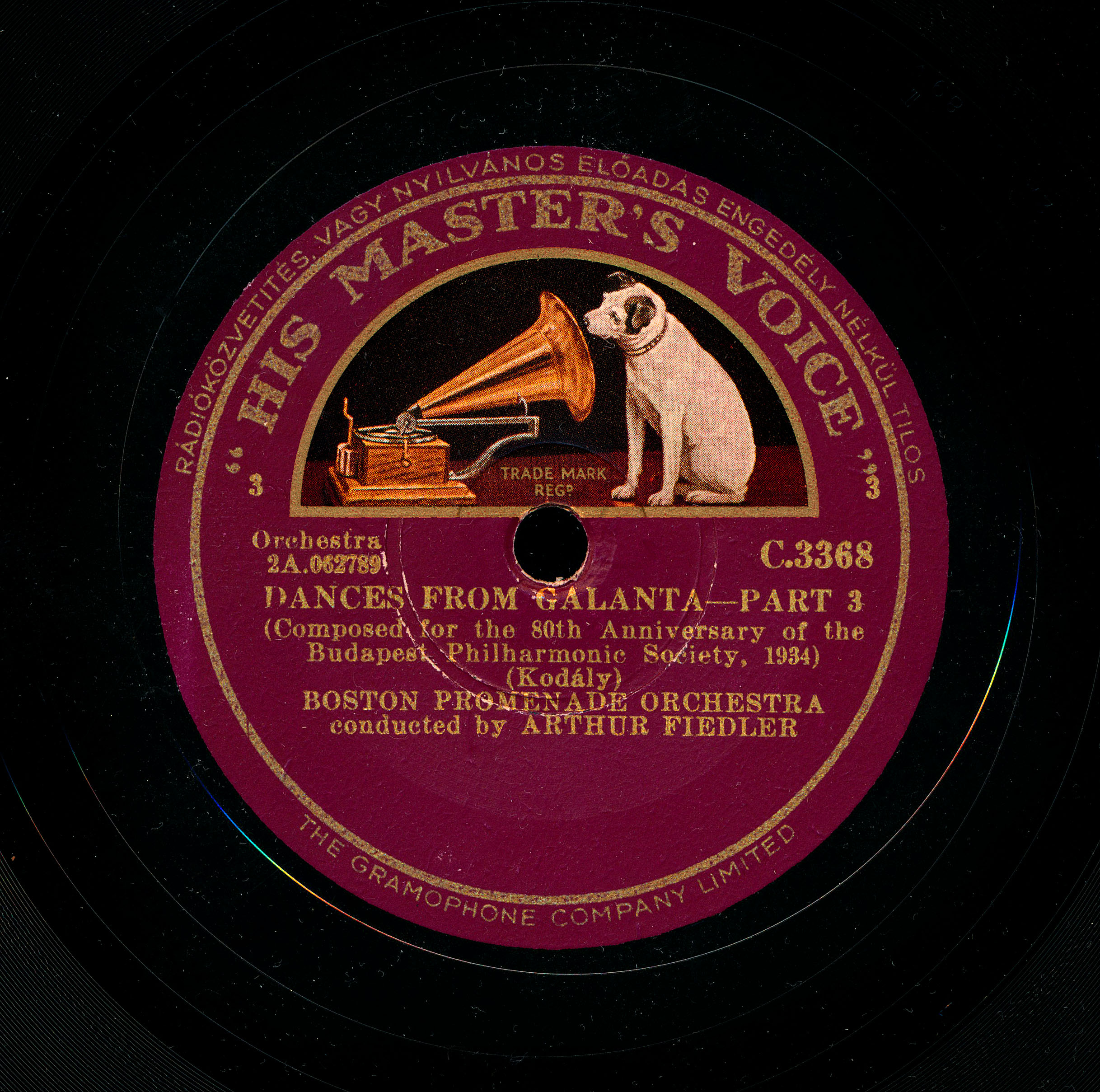
Kodály Zoltán: Galántai táncok első gramofon lemezfelvétele 1934-ben. A tánc-rondót 1933. október 23-án mutatták be, a Budapesti Filharmóniai Társaság megalakulásának 80 éves jubileumi koncertjén

Ez a szócikk Kodály Zoltán azon műveit sorolja fel, amelyekben legalább egy (magyar vagy nem magyar) népdalt feldolgozott. Ha egy műről nincs külön szócikk, külön oszlopban jelezzük a szócikkel rendelkező népdalokat. A népdalcím előtti szám azt jelzi, hogy csak a mű egyes darabjait soroljuk fel.
| E   | Opus         | Cím                                               | Év        | Hangszer                         | Népdal(ok) |
| --- | ------------ | ------------------------------------------------- | --------- | -------------------------------- | --- |
| 16  |              | Magyar népdalok                                   | 1906      | ének, zongora                    | |
| 19  |              | Két zoborvidéki népdal                            | 1908      | női kar                          | Meghalok, meghalok Piros alma mosolyog |
| 20  | 1            | Énekszó                                           | 1907–1909 | ének, zongora                    | |
| 21  | 2            | I. vonósnégyes                                    | 1908–1909 | vonósnégyes                      | Lement a nap a maga járásán |
|     |              | Capriccio                                         |           | gordonka                         | Hej, a mohi hegy borának |
| 32  |              | Régi magyar katonadalok                           | 1917      | zenekar                          | 1. Búza, búza, búza |
| 32  | Magyar rondó | gondonka és zongora                               | 1917      |                                  | 1. Búza, búza, búza |
| 37  |              | Kádár István                                      | 1917      | ének, zongora                    | Szörnyű nagy romlásra készült Pannonia |
| 35  | 11           | Hét zongoradarab                                  | 1910–1918 | zongora                          | 2. Székely keserves (Aj, sirass édesanyám) 6. Székely nóta (Sír az út előttem) |
| 42  |              | Villő                                             | 1925      | gyermekkar                       | 1. Ez ki háza? 2. Talalaj |
| 43  |              | Túrót eszik a cigány                              | 1925      | gyermekkar                       | Túrót eszik a cigány Csipkefa bimbója |
| 43  | 1959         | Túrót eszik a cigány                              | vegyeskar |                                  | Túrót eszik a cigány Csipkefa bimbója |
| 45  |              | Gergely-járás                                     | 1926      | gyermekkar                       | |
| 46  | 15           | Háry János                                        | 1925–1927 | daljáték                         | |
| 47  |              | Háry János szvit                                  | 1927      | zenekar                          | Tiszán innen, Dunán túl |
| 48  |              | Színházi nyitány                                  | 1927      | zenekar                          | |
| 49  |              | Marosszéki táncok                                 | 1927      | zongora                          | |
| 49  | 1930         | Marosszéki táncok                                 | zenekar   |                                  | |
| 50  |              | Lengyel László                                    | 1927      | gyermekkar                       | |
| 51  |              | Jelenti magát Jézus                               | 1927      | gyermekkar                       | |
| 53  |              | A juhász                                          | 1928      | gyermekkar                       | A juhásznak jól van dolga |
| 54  |              | A süket sógor                                     | 1928      | gyermekkar                       | |
| 55  |              | Cigánysirató (Székely népdalok)                   | 1928      | gyermekkar                       | |
| 56  |              | Isten kovácsa                                     | 1928      | gyermekkar                       | |
| 59  |              | Gólya-nóta                                        | 1929      | gyermekkar                       | Gólya, gólya, gilice |
| 60  |              | Pünkösdölő                                        | 1929      | gyermekkar                       | 2. Én kicsike vagyok |
| 61  |              | Táncnóta                                          | 1929      | gyermekkar                       | 1. Még azt mondják, nem illik |
| 62  |              | Új esztendőt köszöntő                             | 1929      | gyermekkar                       | |
| 66  |              | Nagyszalontai köszöntő                            | 1931      | gyermekkar, vegyeskar            | Serkenj fel, kegyes nép |
| 68  |              | Mátrai képek                                      | 1931      | vegyeskar                        | |
| 69  |              | Székely fonó                                      | 1924–1932 | daljáték                         | |
|     |              | Magyar népzene I.                                 |           | ének, zongora                    | |
| 71  |              | Magyar népzene II.                                |           | ének, zongora                    | |
| 72  |              | Magyar népzene III.                               |           | ének, zongora                    | |
| 73  |              | Magyar népzene IV.                                |           | ének, zongora                    | |
| 74  |              | Magyar népzene V.                                 |           | ének, zongora                    | |
| 75  |              | Magyar népzene VI.                                |           | ének, zongora                    | |
| 76  |              | Magyar népzene VII.                               |           | ének, zongora                    | |
| 77  |              | Magyar népzene VIII.                              |           | ének, zongora                    | |
| 78  |              | Magyar népzene IX.                                |           | ének, zongora                    | |
| 79  |              | Magyar népzene X.                                 |           | ének, zongora                    | |
| 81  |              | Galántai táncok                                   | 1933      | zenekar                          | |
| 84  |              | Karádi nóták                                      | 1934      | férfikar                         | 1. Kocsmárosné, gyöngyviolám 2. Kormos Pistát Simontornyán megfogták 3. Megismerni a kanászt 4. Borsót vittem a malomba |
| 85  |              | Kit kéne elvenni?                                 | 1934      | férfikar                         | El kéne indulni, meg kén' házasodni |
| 86  |              | Székely keserves                                  | 1934      | vegyeskar                        | Aj, sirass édesanyám, míg előtted járok |
| 89  |              | Nyulacska                                         | 1934      | gyermekkar                       | Hová mégy te, kis nyulacska? |
| 91  |              | Katonadal                                         | 1934      | férfikar, trombita, dob          | Arról alól kéken beborult az ég |
| 96  |              | Angyalok és pásztorok                             | 1935      | kettős gyermekkar                | |
| 97  |              | Karácsonyi pásztortánc                            | 1935      | gyermekkar, furulya              | |
| 99A |              | Hét könnyű gyermekkar                             | 1937      | gyermekkar                       | 7. Zöld erdőben, zöld mezőben lakik egy madár |
| 99B |              | Hat tréfás kánon                                  | 1936      | gyermekkar                       | |
| 101 |              | Molnár Anna                                       | 1936      | vegyeskar                        | Gyere velem, Mónár Anna |
| 105 |              | Harangszó                                         | 1937      | kettős gyermekkar                | |
| 106 |              | Angyalkert                                        | 1937      | gyermekkar                       | |
| 107 |              | Hajnövesztő                                       | 1937      | gyermekkar                       | |
| 108 |              | Katalinka                                         | 1937      | gyermekkar                       | Katalinka, szállj el |
| 111 |              | Fölszállott a páva                                | 1937      | férfikar                         | Röpülj, páva, röpülj |
|     |              | Fölszállott a páva                                | 1960      | vegyeskar                        | Röpülj, páva, röpülj |
| 112 |              | A csikó                                           | 1937      | gyermekkar, női kar, férfikar    | Bárcsak hamar tavasz jönne |
|     |              | Három gömöri népdal                               | 1937      | gyermekkar                       | A panyiti halastóba Nána, nána, Tiszanána Vígan, vígan, víg angyalom |
| 114 |              | Egyedem, begyedem                                 | 1938      | gyermekkar                       | Egyedelem, begyedelem, tenger táncz |
| 115 |              | Cú föl lovam                                      | 1938      | gyermekkar                       | Czú föl lovam, czú föl |
| 117 |              | Esti dal                                          | 1939      | gyermekkar                       | Erdő mellett estvéledtem |
| 118 |              | Fölszállott a páva Változatok egy magyar népdalra | 1938–1939 | zenekar                          | Röpülj, páva, röpülj Finale: Az ürögi ucca sikeres |
| 128 |              | Bicinia Hungarica I.                              | 1937–1942 | két szólamú kórus                | |
| 129 |              | Bicinia Hungarica II.                             | 1937–1942 | két szólamú kórus                | |
| 130 |              | Bicinia Hungarica III.                            | 1937–1942 | két szólamú kórus                | |
| 131 |              | Bicinia Hungarica IV.                             | 1937–1942 | két szólamú kórus                | |
| 143 |              | Gömöri dal                                        | 1943      | vegyeskar                        | Az én ökröm a Virág |
| 120 |              | János köszöntő                                    | 1939      | fiú-vegyeskar                    | |
| 143 |              | 333 olvasógyakorlat                               | 1943      |                                  | |
| 144 |              | Kádár Kata                                        | 1943      | mezzoszoprán szóló, zenekar      | |
| 145 |              | Vejnemöjnen muzsikál                              | 1944      | egynemű kar, zongora vagy orgona | Kalevala, 44. ének |
| 163 |              | Czinka Panna                                      | 1946–1948 | daljáték                         | 2. Török bársony süvegem 4. Csínom Palkó 10. Kicsiny a hordócska 22. Zöld erdő harmatját |
| 110 |              | Kállai kettős                                     | 1937      | ének, zongora                    | |
| 169 |              | Kállai kettős                                     | 1950      | vegyeskarra és zenekarra         | |
| 174 |              | Nyolc kis duett                                   | 1953      | szoprán, tenor, zongora          | |
| 176 |              | Árva vagyok                                       | 1953      | női kar                          | |
| 183 |              | Ürgeöntés                                         | 1954      | gyermekkar                       | |
|     |              | Méz, méz, méz                                     | 1958      | gyermekkar                       | Mész, mész, mész Süss fel, nap! |
|     |              | Öt hegyi-mari népdal                              | 1960      | ének, zongora                    | |
|     |              | Harasztosi legényeknek                            | 1961      | gyermekkar                       | |
|     |              | Magyar népzene XI.                                | 1964      | ének, zongora                    | |
| 159 |              | Ötfokú zene I.100 magyar népdal                   | 1945      | [ 9 ]                            | 3. Katalinka, szállj el 9. Anyám, édesanyám, elfeslett a csizmám 23. Hol jártál, báránykám? 40. Megrakják a tüzet 46. Erdő, erdő, de magos a teteje 50. Kicsi vagyok, nagy az eszem 53. Fehér fuszulykavirág 74. Erdők, völgyek, szűk ligetek 77. Röpülj, páva, röpülj 100. Az hol én elmegyek |
| 161 |              | Ötfokú zene III. 100 mari dallam                  | 1948      | [ 9 ] [ 10 ]                     | |
| 162 |              | Ötfokú zene IV. 140 csuvasz dallam                | 1947      | [ 9 ] [ 11 ]                     | |
| 180 |              | 55 kétszólamú énekgyakorlat                       | 1954      | két szólam                       | |
|     |              | 66 kétszólamú énekgyakorlat                       | 1963      | két szólam                       | |
|     |              | 77 kétszólamú énekgyakorlat                       | 1968      | két szólam                       | 3. Katalinka, szállj el 73. Rózsa, rózsa, labdarózsa levele |